# Elezioni governatoriali negli Stati Uniti d'America del 2015
Le elezioni governatoriali negli Stati Uniti d'America del 2015 si sono tenute per eleggere i governatori di 3 stati su 50: in Kentucky e Mississippi il 3 novembre e in Louisiana il 21 novembre. I repubblicani hanno conquistato due stati e i democratici uno.

## Stati
| Stato       | Governatore uscente | Governatore uscente | Democratici              | Repubblicani         | Altri                  | Governatore eletto | Governatore eletto   |
| ----------- | ------------------- | ------------------- | ------------------------ | -------------------- | ---------------------- | ------------------ | -------------------- |
| Kentucky    |                     | Steve Beshear (D)   | Jack Conway - 43,8%      | Matt Bevin - 52,5%   | Drew Curtis (I) - 3,7% |                    | Matt Bevin (R)       |
| Louisiana   |                     | Bobby Jindal (R)    | John Bel Edwards - 56,1% | David Vitter - 43,9% |                        |                    | John Bel Edwards (D) |
| Mississippi | Phil Bryant (R)     | Robert Gray - 32,4% | Phil Bryant - 66,4%      | Shawn O'Hara - 1,4%  |                        | Phil Bryant (R)    |                      |

## Risultati grafici per contea

Kentucky
Louisiana
Mississippi